# Маркизские острова
Марки́зские острова́ (фр. Îles Marquises, маркиз. Te Fenua ʻEnata / Te Henua ʻEnana — «земля людей») — архипелаг вулканического происхождения в Полинезии в центральной части Тихого океана. Относится к заморскому сообществу Франции Французская Полинезия. Высшая точка архипелага — пик Оаве, высота которого составляет 1230 м над уровнем моря.
По переписи, проводившейся в августе 2007 года, численность населения островов составляет 8632 человека.

## География

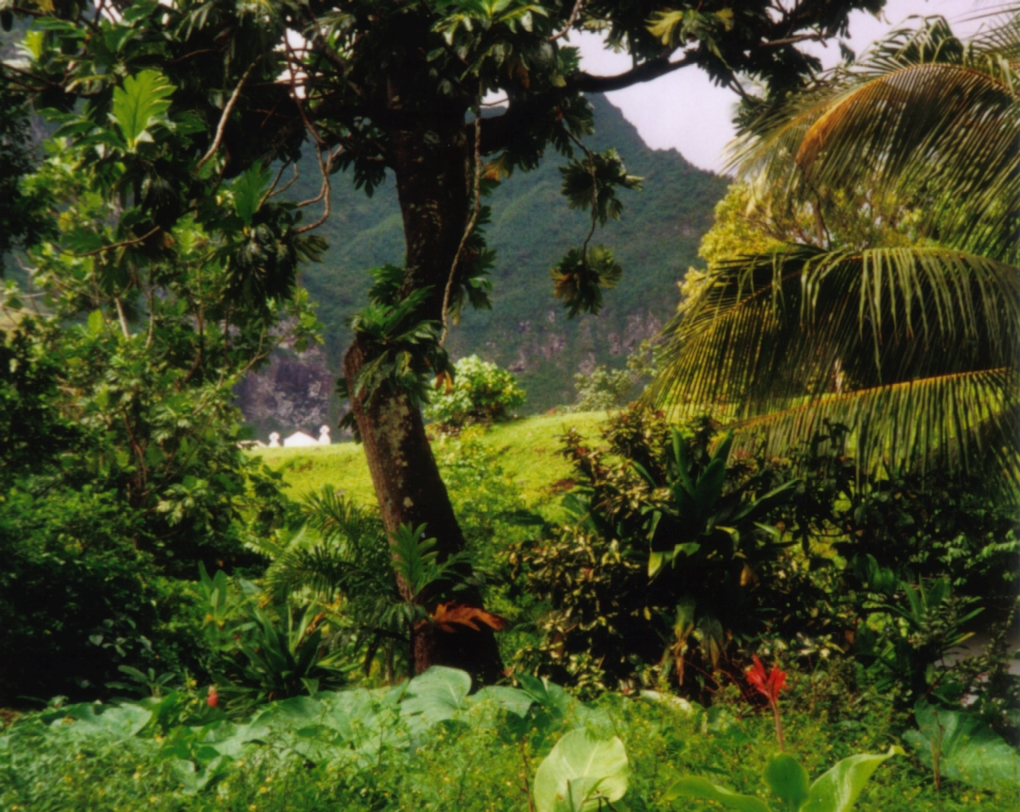
Хлебное дерево на острове Фату-Хива

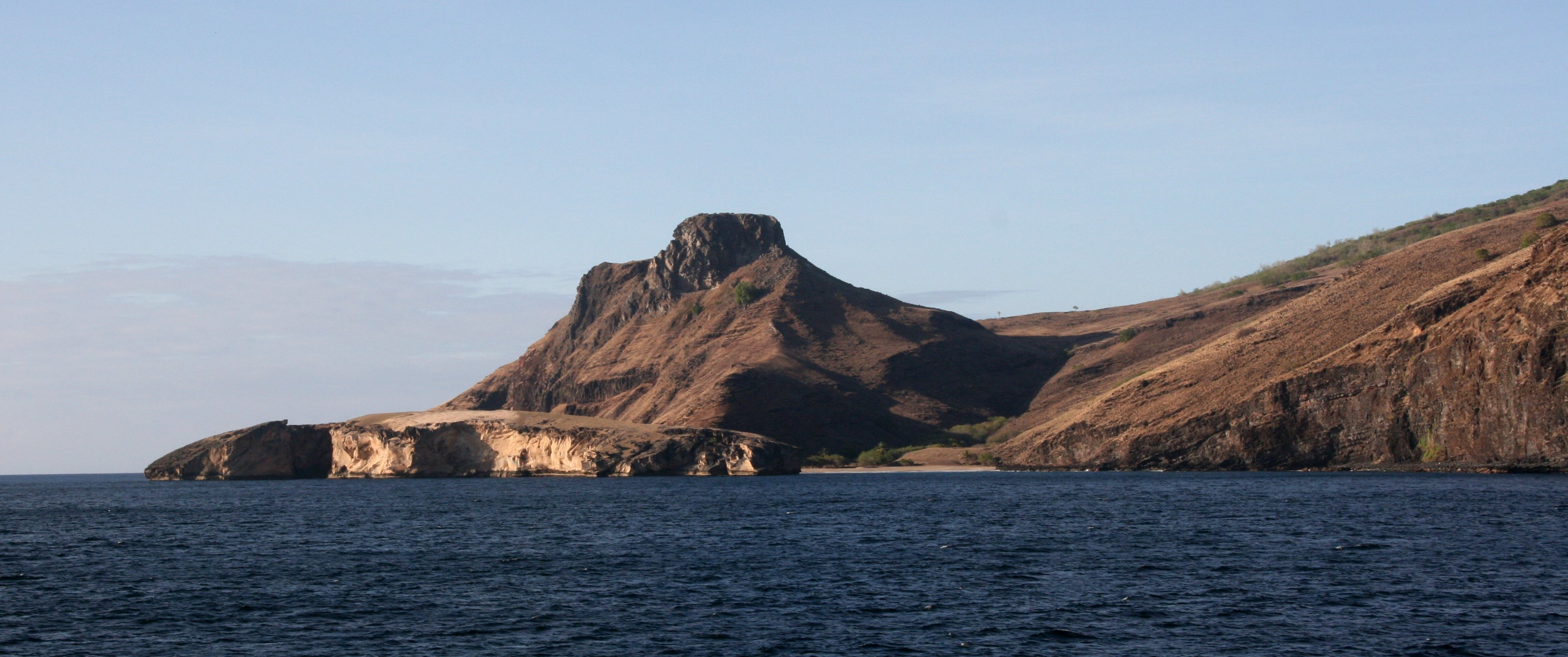
Остров Уа-Хука

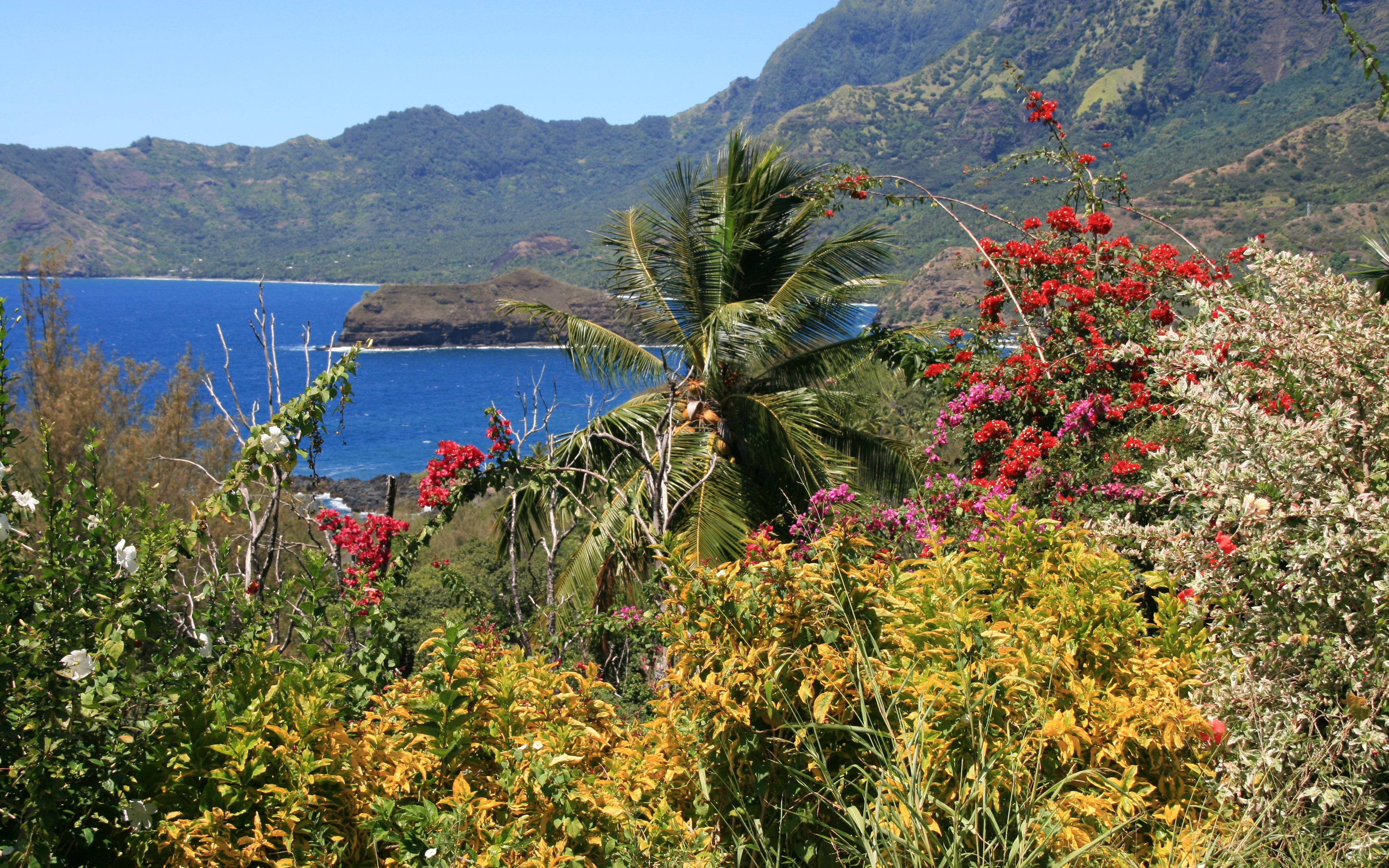
Остров Хива-Оа

Архипелаг Маркизские острова, один из самых труднодоступных уголков планеты, расположен в 1371 км к северо-востоку от Таити, расстояние до близлежащего материка — 4800 км (до Мексики). Они делятся на 2 группы: северные (к которым относятся Эиао, Хатуту (Хатутаа), Моту-Оне, расположенные вокруг крупнейшего острова группы Нуку-Хива: Моту-Ити (Хату-Ити), Уа-Пу, Моту-Оа, Уа-Хука) и южные (Фату-Хуку, Тахуата, Мохо-Тани (Мотоне), Терихи, Фату-Хива, Моту-Нао (скала Томассе), расположенные вокруг крупнейшего острова группы Хива-Оа). Маркизские острова площадью 1049 км² являются крупнейшим архипелагом Французской Полинезии, открытым испанскими мореплавателями на пути в Манилу. Вторым по площади островом Французской Полинезии является Нуку-Хива, уступая только Таити. За исключением Моту-Оне все острова вулканического происхождения.
В отличие от широко распространённого образа пышной тропической растительности, с которым так плотно ассоциируется в культуре само название «Полинезия», Маркизские острова на редкость засушливые. Несмотря на то, что они расположены в тропическом поясе, острова являют собой первое заметное исключение в преобладающих восточных ветрах, зарождающееся в необычайно сухом (с точки зрения атмосферы) течении Гумбольдта. Из-за этого острова часто подвержены засухе, и обычно достаточные осадки имеются только на тех из них, где есть относительно большие возвышенности (выше приблизительно 750 метров над уровнем моря). Это привело к постоянным колебаниям в водоснабжении, которые сыграли важнейшую роль в поддержании жизни людей в некоторых районах различных островов архипелага. Особенно это заметно по скудно в историческом плане населённому Уа-Хука (максимальная высота 857 метров) и периодической невозможности жизни на Эйао (максимальная высота 576 метров). Считается, что Маркизские острова сформировались из магмы, исходящей из центра глубинного вулкана.

### Маркизские острова
| №               | Остров или риф | Площадь суши, км² | Площадь лагуны, км² | Население, чел. (2007) | Плотность, чел./км² | Координаты                       |
| --------------- | -------------- | ----------------- | ------------------- | ---------------------- | ------------------- | -------------------------------- |
| Северная группа |                |                   |                     |                        |                     |                                  |
| 1               | Нуку-Хива      | 387               | —                   | 2660                   | 6,87                | 8°52′ ю. ш. 140°06′ з. д.        |
| 2               | Моту-Ити       | 0,2               | —                   | необитаем              | —                   | 8°40′ ю. ш. 140°37′ з. д.        |
| 3               | Моту-Оа        | 0,3               | —                   | необитаем              | —                   | 9°28′47″ ю. ш. 140°02′50″ з. д.  |
| 4               | Моту-Оне       | 1                 | —                   | необитаем              | —                   | 7°52′03″ ю. ш. 140°22′36″ з. д.  |
| 5               | Уа-Пу          | 105               | —                   | 2157                   | 20,54               | 9°24′ ю. ш. 140°04′ з. д.        |
| 6               | Уа-Хука        | 83,4              | —                   | 571                    | 6,85                | 8°54′ ю. ш. 139°33′ з. д.        |
| 7               | Хатуту         | 6,4               | —                   | необитаем              | —                   | 8°32′ ю. ш. 140°57′ з. д.        |
| 8               | Эиао           | 43,8              | —                   | необитаем              | —                   | 8°00′ ю. ш. 140°07′ з. д.        |
| Южная группа    |                |                   |                     |                        |                     |                                  |
| 9               | Моту-Нао       | 0,01              | —                   | необитаем              | —                   | 10°21′36″ ю. ш. 138°25′12″ з. д. |
| 10              | Мохо-Тани      | 15                | —                   | необитаем              | —                   | 10°00′ ю. ш. 138°49′ з. д.       |
| 11              | Тахуата        | 69                | —                   | 671                    | 9,72                | 9°56′ ю. ш. 139°06′ з. д.        |
| 12              | Терихи         | 0,15              | —                   | необитаем              | —                   | 10°01′05″ ю. ш. 138°48′08″ з. д. |
| 13              | Фату-Хива      | 84                | —                   | 587                    | 6,99                | 10°29′ ю. ш. 138°39′ з. д.       |
| 14              | Фату-Хуку      | 1                 | —                   | необитаем              | —                   | 9°26′10″ ю. ш. 138°55′40″ з. д.  |
| 15              | Хива-Оа        | 316               | —                   | 1986                   | 6,28                | 9°45′ ю. ш. 139°00′ з. д.        |
|                 | Всего          | 1112,26           | —                   | 8632                   | 7,76                | 9°27′16″ ю. ш. 139°23′20″ з. д.  |

#### Подводные горы
Близ некоторых островов северной группы расположены подводные горы или косы:
- Кларк
- Хинакура
- Лоусон
- Жан Гогель

### Геология

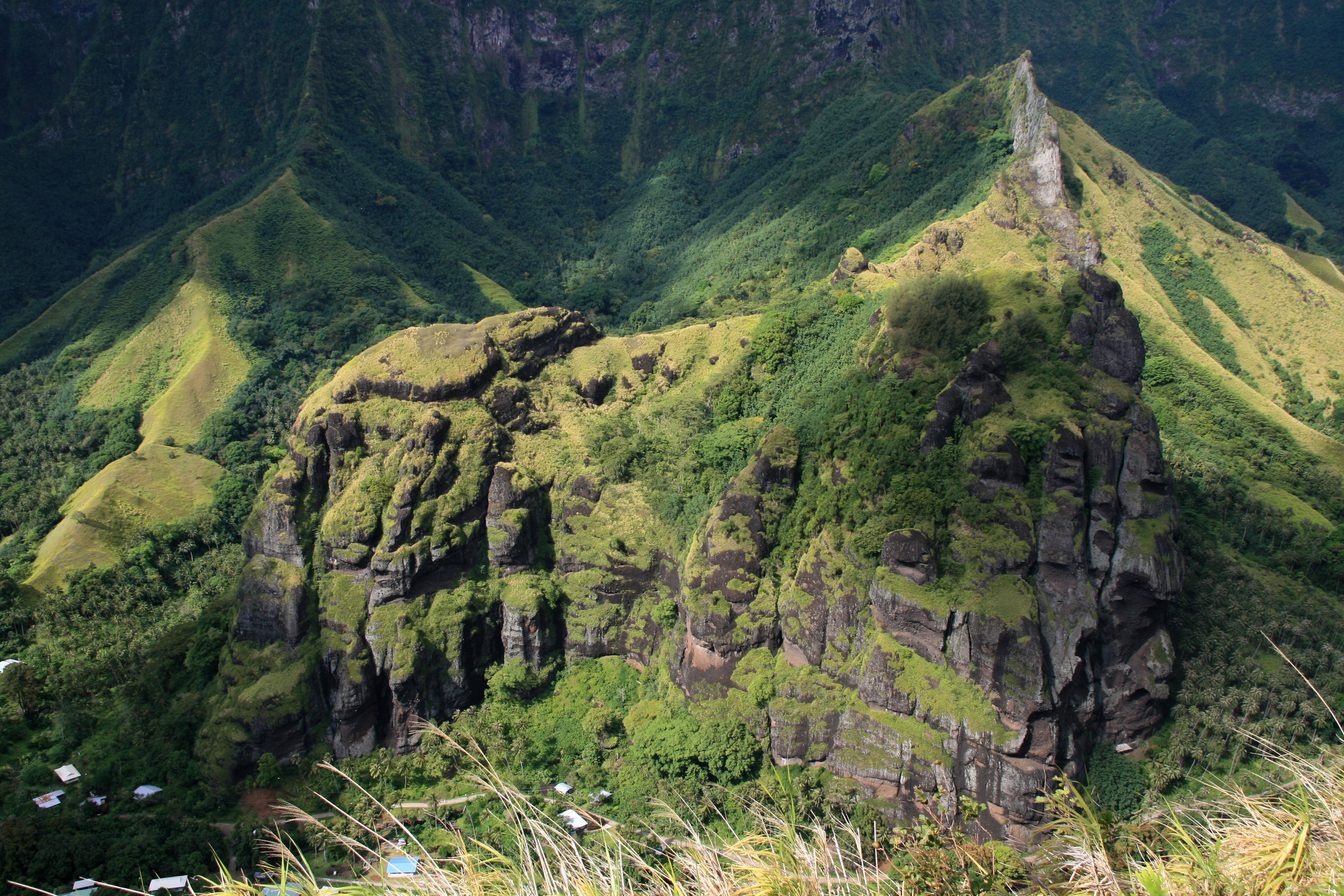
Базальтовый утёс

Основная часть архипелага — вулканического происхождения (под ним находится горячая точка). Острова зародились в Маркизском вулканическом районе, пролегающим под Тихоокеанской плитой. Маркизские острова лежат на одноимённой вулканической плите. Принято считать, что самой плите, как и архипелагу, пять миллионов лет. По другой гипотезе, Маркизская плита намного старше островов и имеет своё зеркальное отражение в плите Инка, которая движется к северному Перу.
За исключением Моту-Оне, все Маркизские острова — высокие. Моту Оне — низкий остров, с двумя невысокими песчаными берегами, расположенными на одном уровне с коралловым рифом. В отличие от большинства островов французской Полинезии Маркизские острова не окружены защитными барьерными рифами. Кроме Моту-Оне, некоторых бухт и других защищённых мест, единственное коралловое образование находится в довольно странном месте: на вершине острова Фату-Хаку. Под напором Южного экваториального течения образовались морские пещеры, разбросанные по берегам островов. Кроме тех мест, где долины спускаются к небольшим заливам, острова заметны по своим горным грядам, которые резко оканчиваются отвесными скалами в тех местах, где они выходят к морю. Возникновение островов датируется от 1,3 млн (самый молодой — Фату-Хива) до 6 млн лет (самый старый — Эйао).

## История

Флаг Маркизских островов.

Первыми людьми, поселившиеся на островах, были полинезийцы, которые, согласно археологическим раскопкам, заселили их до 100 года до н. э. Этнологические и лингвистические исследования свидетельствуют о том, что они приплыли со стороны Тонга и Самоа. Анализ геномных вариаций 807 человек из 17 островных популяций со всей Полинезии и 15 групп коренных американцев Тихоокеанского побережья убедительно свидетельствует о том, что около 1200 года произошёл единственный контакт между полинезийцами и группой коренных американцев, наиболее тесно связанной с индейским народом сену в современной Колумбии.
Современное название было дано островам испанским мореплавателем Менданьей де Нейра Альваро, который прошёл мимо них 21 июля 1595 года. Он назвал их в честь мецената Гарсии Уртадо де Мендоса, 4-го маркиза Каньете, который в то время занимал должность вице-короля Перу. Посетив острова Фату-Хива и Тахуата, Менданья продолжил движение к Соломоновым островам.
В 1791 году северные Маркизские острова посетил торговец мехом командир корабля 2-го ранга Хоуп Джозеф Ингрэм, назвав их Островами Вашингтона. В 1813 году командор Дэвид Портер предъявил права на управление территорией острова Нуку-Хива с целью присоединения его к США, но Конгресс США отказался ратифицировать требование, и в 1842 году Франция, поддерживаемая претендентом на трон острова Тахуата вождём (лотете) одного из местных племени, разгромив полинезийцев, захватила Маркизские острова, основав поселение на Нуку-Хива (покинуто в 1859 году). В 1870 году французы вновь захватили Маркизские острова, которые в дальнейшем вошли в состав Французской Полинезии.
После появления в середине XIX века на одном из крупнейших архипелагов Тихого океана Маркизских островах европейцев, на них стали распространяться различного рода болезни, ранее не встречавшиеся на них, в результате чего численность населения снизилась с 78 000 до 20 000 человек и к началу XX века достигла 4000 человек. В течение XX века численность населения архипелага выросла до 8712 человек (по переписи, проводившейся в ноябре 2002 года), однако уже к августу 2007 года численность населения сократилась до 8632 человек.

## Политика
В отношении малонаселённых Маркизских островов, расположенных в 1371 км от Таити, самого густонаселённого острова и политического центра Французской Полинезии, полинезийские политики часто не принимают никаких мер. Их полной противоположностью являются французские политики. Если в будущем будет провозглашена независимость Французской Полинезии, то, по словам нескольких местных мэров и депутатов, Маркизские острова выйдут из её состава и войдут в состав Французской Республики. Это заявление вызвало споры на Таити, где местные политики, являющиеся сторонниками движения за независимость Французской Полинезии, обвинили центральное правительство Франции в подстрекательстве Маркизских островов к выходу из состава Французской Полинезии.

## Власть
На Маркизских островах нет провинциальной или региональной ассамблеи. В административном отношении они образуют децентрализованное подразделение французского центрального правительства и правительства Французской Полинезии. Острова архипелага образуют одно из пяти административных подразделений Французской Полинезии Маркизские острова (фр. subdivision administrative des Marquises). Глава администрации административного подразделения — государственный администратор (фр. administrateur d'Etat), обычно именуемый просто администратором или главой администрации административного подразделения (фр. chef de la subdivision administrative). Администратор является государственным служащим, подчиняющимся Верховному комиссару Французской Республики во Французской Полинезии, резиденция которого расположена в Папеэте. Администратор и местные органы власти заседают в административном центре деревне Таиохаэ (ранее административном центром была Атуона, расположенная на острове Хива-Оа), расположенной на острове Нуку-Хива.

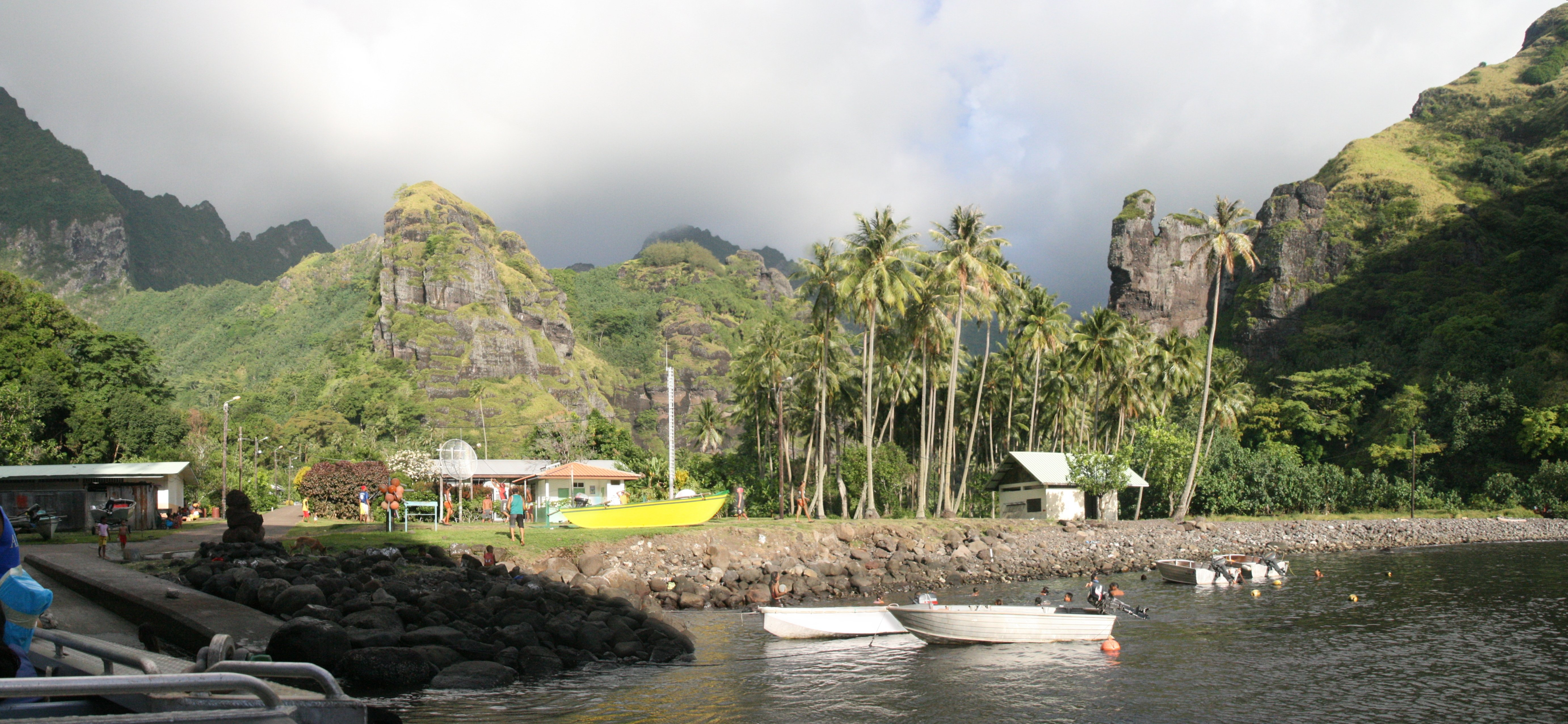
Ханававе

Являясь представителем французского центрального правительства, в частности администратор Маркизских островов отвечает за:
- предложение юридической помощи коммунам Маркизских островов и подтверждение легальности принятых администрациями коммун решений
- издание официальных документов (удостоверений личности, прав на управление транспортным средством и т. д.), применение постановлений об иммиграции и организацию выборов
- поддержание порядка (координацию действий жандармерии, выход из кризиса и восстановление населённых пунктов, пострадавших от стихийных бедствий и т. д.)
- надзор за услугами, представленными в сфере бытового обслуживания Маркизских островов Французским центральным правительством (деятельностью исправительных учреждений, к примеру исправительного учреждения, расположенного на острове Нуку-Хива)

Являясь децентрализованным подразделением правительства Французской Полинезии, Маркизские острова образуют также один из четырёх округов Французской Полинезии, созданных в 2000 году по указу Ассамблеи Французской Полинезии и осуществляющих функции децентрализованного подразделения Французской Полинезии на островах, простирающихся от Таити до Муреа. Главой администрации округа является тавана-хау или государственный администратор, в отношении которого более часто используется первый титул. Тавана-хау является лично назначенным президентом Французской Полинезии полномочным представителем в регионе. Тавана-хау (государственный администратор) и местные органы власти заседают в деревне Таиохаэ, расположенной на острове Нуку-Хива.
Тавана-хау отвечает, главным образом, за:
- координирование осуществляемой работы администраторов Французской Полинезии на Маркизских островах (также за состояние дорог и рыбный промысел и т. д.)
- проверку проведения в жизнь законов, принятых Ассамблеей Французской Полинезии и решений, принятых правительством Французской Полинезии
- оценку деятельности гражданских служащих Французской Полинезии и отправку данных об их оценке ответственным министерствам в Папеэте
- исполнение роли посредника между местным населением и заседающим в Папеэте правительством Французской Полинезии

Также Маркизские острова образуют один из шести избирательных участков Французской Полинезии, на которых происходит голосование на выборах в Ассамблею (см. также Политика Французской Полинезии)

## Административное деление

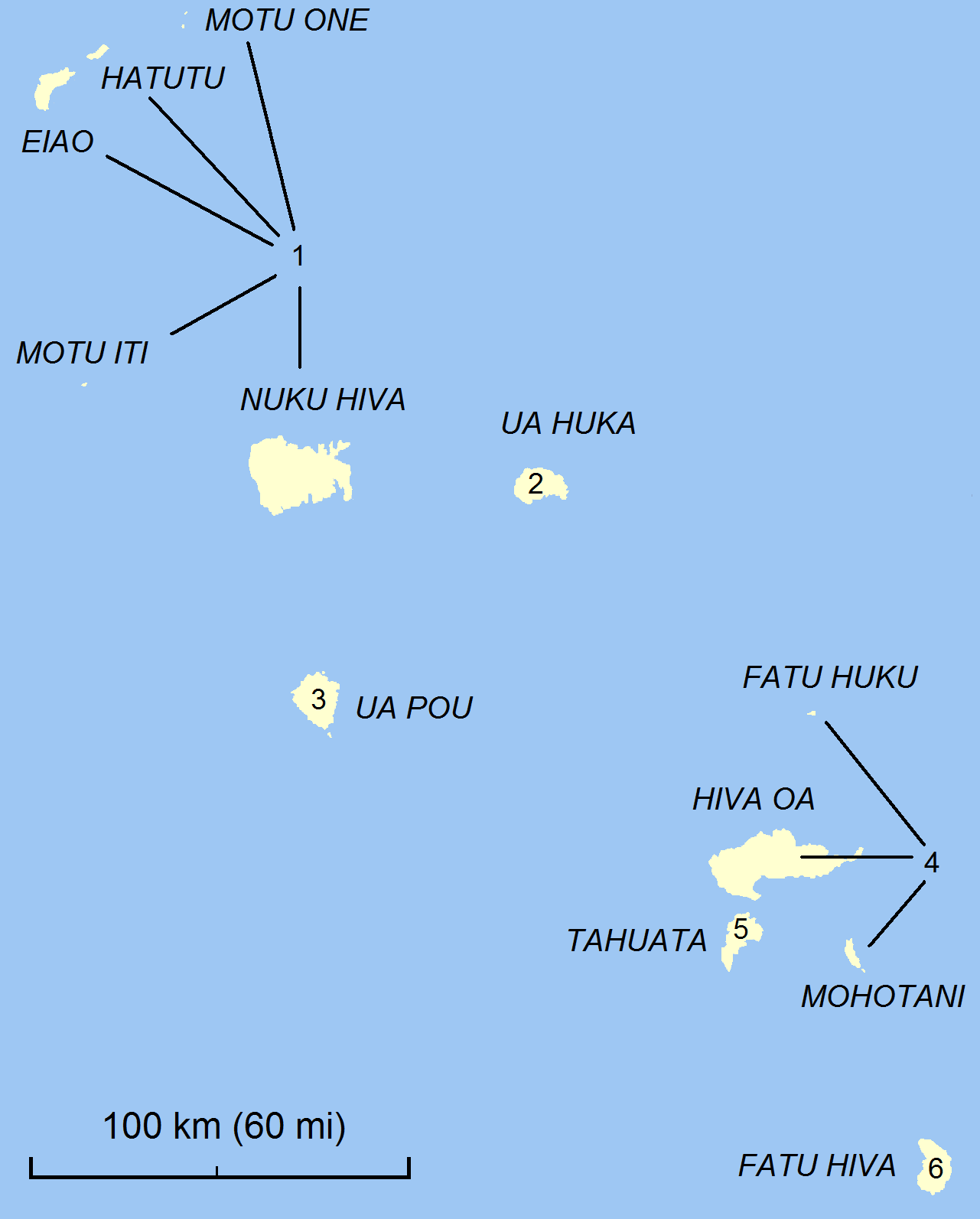
Коммуны Маркизских островов.

Маркизские острова образуют одно из пяти административных подразделений Французской Полинезии. Административным центром подразделения является деревня Таиохаэ, расположенная на острове Нуку-Хива.
Маркизские острова делятся на 6 коммун (муниципалитетов). Местные жители каждой из 6 коммун участвуют в выборах в муниципальный совет и мэра, отвечающего за жизнь в коммуне. 3 коммуны (Нуку-Хива, Уа-Поу и Хива-Оа) в связи с их большой численностью населения подразделили на ассоциированные коммуны. Так как на островах архипелага нет провинциальной или территориальной Ассамблеи, в коммунах и ассоциированных коммунах Маркизских островов осуществляются выборы в органы местного самоуправления. Муниципальные выборы проводятся каждые 6 лет в один и тот же день, так же как и во Франции (о последних выборах во Франции смотрите статью «Муниципальные выборы во Франции (2008)»).
На Маркизских островах существует 6 коммун (ассоциированные коммуны в их число не входят):
(данные в таблице не соответствуют данным на карте)
| №               | Коммуна   | Площадь, км² | Население, чел. (2007) | Плотность, чел./км² |
| --------------- | --------- | ------------ | ---------------------- | ------------------- |
| Северная группа |           |              |                        |                     |
| 1               | Нуку-Хива | 438,4        | 2660                   | 6,07                |
| 3               | Уа-Пу     | 105,3        | 2157                   | 20,48               |
| 2               | Уа-Хука   | 83,4         | 571                    | 6,85                |
| Южная группа    |           |              |                        |                     |
| 5               | Тахуата   | 69           | 671                    | 9,72                |
| 6               | Фату-Хива | 84,01        | 587                    | 6,99                |
| 4               | Хива-Оа   | 332,15       | 1986                   | 5,98                |
|                 | Всего     | 1112,26      | 8632                   | 7,76                |

## Языки
Несмотря на то, что официальными языками Французской Полинезии и, следовательно, Маркизских островов, являются французский и таитянский, средством связи архипелага являются различные диалекты маркизского языка.
Центрально-восточная часть Полинезии разговаривает на диалектах, принадлежащих к маркизскому языку маркизской группы. На нём разговаривает население Маркизских островов, входящих в состав Французской Полинезии. Ориентировочно по линиям географической сетки делится на 2 группы северно-маркизский и южно-маркизский.
На диалектах северно-маркизского языка разговаривают на островах Уа-Пу и Нуку-Хива, на диалектах южно-маркизского — Хива-Оа, Тахуата и Фату-Хива. Диалекты, на которых разговаривает население, проживающие на острове Уа-Хука, ошибочно относят к северно-маркизском языку; они являются переходными. Несмотря на то, что остров принадлежит к северной группе Маркизских островов, диалекты по своим морфологическим и фонологическим особенностям больше схожи с южно-маркизским языком. Население северной группы разговаривает на диалектах северно-маркизского и тай-пи языков, на последнем из которых разговаривает треть населения острова Нуку-Хива, проживающая в восточной части, где в древности существовала провинция Тай-Пи.
Характерной чертой маркизских языков является то, что звуки /r/ и /l/, использующиеся во всех языках Полинезии, заменены на /ʔ/ (твёрдый приступ).
Как и во всех остальных языках Полинезии, в маркизских языках, в полную противоположность большому числу букв, мало согласных звуков.

## Демография
По переписи, проводившейся в августе 2007 года, численность населения Маркизских островов составляет 8632 человека. К августе 2007 года численность населения архипелага уменьшилась, по сравнению с ноябрём 2002 года, на 80 человек. К началу XX века численность населения уменьшилась по сравнению с XVI века (в то время численность населения составляла около 100 000 человек) во много раз. Бо́льшая часть населения умерла в 1600—1900 годах от оспы, в результате чего численность сократилась до 2000 человек.

### Численность населения по годам
| 1971 | 1977 | 1983 | 1988 | 1996 | 2002 | 2007 |
| ---- | ---- | ---- | ---- | ---- | ---- | ---- |
| 5593 | 5419 | 6548 | 7358 | 8064 | 8712 | 8632 |

### ДНК
У четырёх человек с Нуку-Хива, трёх человек с Хива-Оа и одного человека с Тауата определили митохондриальную гаплогруппу B4a1a1, типичную для полинезийскоязычного населения. На Маркизских островах преобладает Y-хромосомная гаплогруппа C2a-M208: Нуку-Хива (43,1%), Хива-Оа (28,6%) и Тауата (37,5%). Следующей по распространенности мужской линией является Y-хромосомная гаплогруппа O азиатского происхождения: O3-M188 (Хива-Оа, 3,6%; Тауата, 12,5%), O3a'1-P164 (Нуку-Хива, 11,8%) и O3'6-M324 (Нуку-Хива, 2,0%; Хива-Оа, 3,6%). Также выявлены: Y-хромосомная гаплогруппа, такие как R1b1′12-M269 (европейского происхождения) — 3,9% на Нуку-Хива и 3,6% на Хива-Оа; G-M201 (европейского происхождения) — 7,1% на Хива-Оа, I-M170/M258 (европейского происхождения) — 13,7% на Нуку-Хива, K-M9 (меланезийского происхождения) — 28,6% на Хива-Оа и Q-M242 (азиатского происхождения) — 9,8% на Нуку-Хива. Такое неравномерное распределение маркеров из разных источников позволяет предположить, что на островах Нуку-Хива, Хива-Оа и Таити имели влияние сложные дифференциальные модели миграций, вероятно, включающие дрейф и/или эффект основателя.

## Транспорт

### Аэропорты
На Маркизских островах существует 4 аэропорта — по одному на каждом из следующих островов: Нуку-Хива, Уа-Пу, Уа-Хука и Хива-Оа. Отсутствие значительных вложений делают невозможным постройку взлётно-посадочной полосы на острове Тахуата. Горное плато, расположенное в центре острова Фату-Хива, настолько велико, что на нём можно построить взлётно-посадочную полосу, что сомнительно играет на руку маленькому населению острова.

## Связь
На Маркизские острова осуществляют вещание таитянские радио— и телестанции, таитянскими телекоммуникационными операторами осуществляется телефонное сообщение. Недавно в фонд подвижной службы телефонной связи «Вини» были приняты новые поступления; в 2007 году в зону влияния корпорации был добавлен архипелаг. На Маркизских островах действует веб-сервер «Мана» с DSL, в зону влияние которого, так же, как и в зону «Вини» попадают всё новые и новые земли.

## Культура

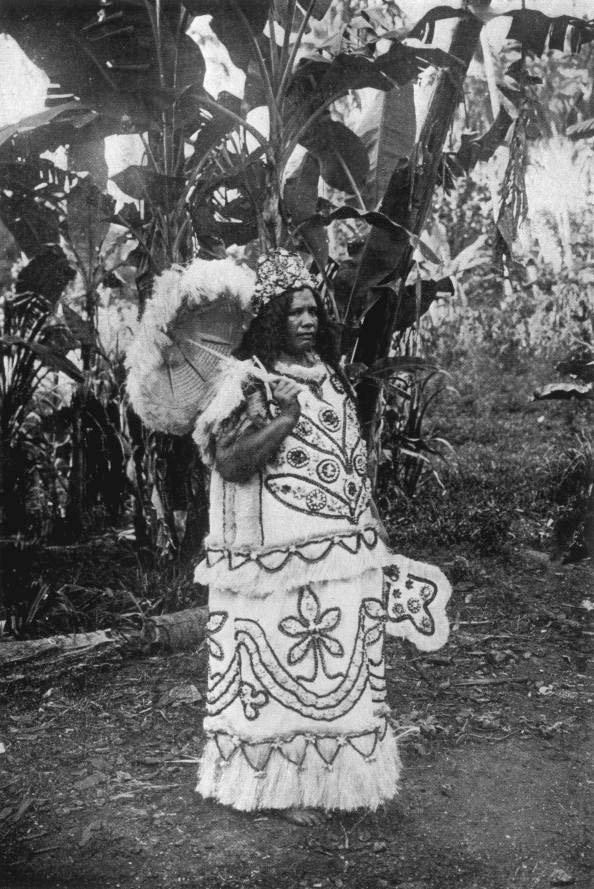
Вождь маркизских народов.

Маркизские острова являются одним из главных центров цивилизации Восточной Полинезии.

## Биология
Под воздействием диких животных экосистема части территории Маркизских островов разрушается. В 1992 году для защиты экосистемы архипелага был создан ряд заказников.